# Cenk Gönen
Cenk Gönen (* 21. Februar 1988 in Izmir) ist ein türkischer Fußballtorhüter. Er ist der Neffe von Ali Artuner, eines ehemaligen türkischen Nationaltorhüters.

## Karriere

### Verein
Gönen startete seine Karriere wie sein berühmter Onkel Ali Artuner bei Göztepe Izmir und wurde hier 2004 in den Profikader aufgenommen. Nach dieser Verein sich in große finanziellen Probleme befand und kurz vor der Insolvenz stand, wechselte Gönen nach nur einer Saison zum Erstligisten Denizlispor. Bei diesem Klub kam er zu keinem Pflichtspieleinsatz und wurde für die Rückrunde der Saison 2007/08 an Altay Izmir, eines der großen Erzrivalen von Göztepe Izmir, ausgeliehen. Für den Zweitligisten Altay absolvierte Gönen zwölf Ligaspiele. Diese Leistungen zahlten sich aus und nach seiner Rückkehr spielte er als Stammtorhüter für Denizlispor. In der Saison 2010/11 wechselte Cenk Gönen zu Beşiktaş Istanbul. Während der Spielzeiten 2010/11 und 2011/12 war Gönen die Nummer 1 im Beşiktaş Tor. Danach verlor er seinen Stammplatz an Allan McGregor und Tolga Zengin. Seine Stellung bei Beşiktaş wurde schlechter als dieser Verein im Sommer 2015 Şenol Güneş verpflichtete. Dieser Trainer der selbst ein erfolgreicher Torhüter gewesen war, erklärte gleich von Beginn an Gönen als dritten Torhüter anzusehen. Dieser Umstand sorgt dafür, dass Gönen offen mit Wechselabsichten spielten.
Am 28. August 2015 gab Galatasaray Istanbul die Verpflichtung Gönens bekannt. Der türkische Rekordmeister bezahlte eine Ablöse von 600.000 Euro. Gönen unterschrieb einen Dreijahresvertrag. Am 19. Juli 2017 wechselte Gönen nach Spanien zu FC Málaga. Bei den Spaniern blieb er zwei Spielzeiten lang unter Vertrag ohne ein Pflichtspieleinsatz absolviert zu haben.
Nachdem er in der Sommertransferperiode 2019 keinen Verein finden konnte, wurde er in der Wintertransferperiode 2019/20 vom türkischen Erstligisten Alanyaspor verpflichtet.
Für die Saison 2020/21 wurde er von seinem ehemaligen Verein Denizlispor verpflichtet.

### Nationalmannschaft
Gönen gab sein Debüt für die Türkei am 24. Mai 2012 im Freundschaftsspiel gegen Georgien. Im selben Spiel musste er in der zweiten Halbzeit, aufgrund einer Verletzung, das Spiel frühzeitig verlassen.

## Erfolge
Galatasaray Istanbul
- Türkischer Fußballpokalsieger: 2016
- Türkischer Fußball-Supercupsieger: 2016